# José Comblin

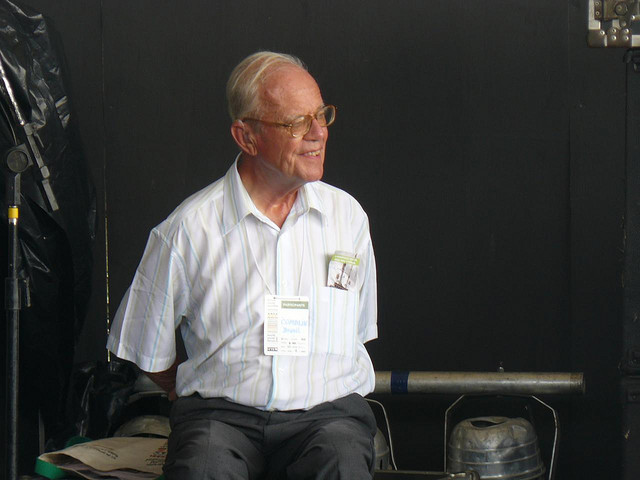
José Comblin in 2009

Joseph Jules Hippolyte Comblin (in Latijns-Amerika bekend als José Comblin) (Sint-Gillis, 22 maart 1923 - Simões Filho, 27 maart 2011) was een Belgisch-Braziliaans priester, missionaris, exegeet en theoloog. Als naaste medewerker van Dom Hélder Câmara was hij een van de pioniers van de bevrijdingstheologie in Latijns-Amerika.

## Leven en werk

### België
Comblin was de zoon van een ambtenaar die werkzaam was op het Ministerie van Koloniën. Na zijn middelbare studies aan het Collège Saint-Pierre te Ukkel ging hij naar het Leo XIII-seminarie te Leuven om er zich voor te bereiden op het priesterschap. Hij volgde er de kandidaatsjaren in de biologie en behaalde aan het Hoger Instituut voor Wijsbegeerte het baccalaureaat in de filosofie. Vervolgens ging hij naar het grootseminarie van Mechelen waar hij theologie studeerde. Op 9 februari 1947 werd hij tot priester gewijd. In 1950 behaalde hij aan de Leuvense universiteit het doctoraat in de theologie en specialiseerde zich onder leiding van Gerard Gustaaf Philips en Albert Dondeyne in de exegese.
In 1950 werd Combin onderpastoor van de Brusselse Heilig-Hartparochie waar hij belast werd met de oprichting van een jeugdbeweging voor jongens. Tegelijkertijd gaf hij eveneens les aan jonge dienstplichtige priesters en seminaristen in het Centrum voor Basisopleiding en Scholing van het Belgische leger. Hij gaf er onder meer cursussen over de Heilige Schrift, over de Handelingen van de apostelen, over de Apocalyps en de Openbaring van Johannes. en bleef er lesgeven tot in 1957.

### Latijns-Amerika
In september 1957 was Comblin het Latijns-Amerikaans College binnengetreden en diende hij een aanvraag in om naar Latijns-Amerika te mogen vertrekken. Zijn aanvraag werd goedgekeurd en in mei 1958 vertrok hij als Fidei Donum-priester, samen met Michel Schooyans naar het Braziliaanse Campinas waar hij aan het kleinseminarie lesgaf in de wetenschappen. Hij was er eveneens aalmoezenier bij de Juventude Operária Católica (Kristelijke Arbeidersjongeren) en werd het jaar nadien docent aan het theologische college van de dominicanen in São Paulo. Onder meer Frei Betto was er een van zijn studenten. Ondertussen deed Comblin verder onderzoek naar de Apocalyps en publiceerde in 1958 een verhandeling over de Verrijzenis. Vanaf 1960 deed hij vooral theologisch onderzoek en dat jaar publiceerde hij Théologie de la paix met een vervolg in 1963.
Comblin vertrok in 1962 naar Chili waar hij Marcos Gregorio McGrath, die tot hulpbisschop van het aartsbisdom Panamá benoemd was, opvolgde aan de theologische faculteit van de Universiteit van Santiago. In 1965 keerde hij terug naar Brazilië op uitnodiging van Dom Hélder Câmara, die net benoemd was tot aartsbisschop van Recife. Hij werd een naaste medewerker van hem en gaf les aan het Theologisch Instituut van Recife. Vanaf 1968 was Comblin benoemd tot raadgever van de Latijns-Amerikaanse Bisschoppenconferentie (CELAM). Hij publiceerde dat jaar het werk Théologie de la ville. Vanaf dan maakte hij er deel uit van een groep van vijf theologen onder leiding van Gustavo Gutiérrez die de bevrijdingstheologie in Latijns-Amerika wilden lanceren. In 1970 publiceerde Comblin het werk Théologie de la révolution als voorbereiding op het werk Teologia de la liberación van Gutierrez, dat de grondslag betekende voor de bevrijdingstheologie. 
In maart 1972 werd Comblin uit Brazilië gezet en ging hij naar het Chili van Salvador Allende. Hij verbleef er eerst in de stad Talca en was er actief onder de jongeren. Nadien vestigde hij zich in de hoofdstad Santiago. In 1980 werd Comblin door dictator Pinochet uit het land gezet nadat hij het boek A Ideologia da Segurança Nacional had gepubliceerd. 
Comblin keerde met een toeristenvisum terug naar Brazilië en vestigde zich in de deelstaat Paraíba. Tijdens de militaire dictatuur had hij het moeilijk maar na een tijd werd hij opnieuw gedoogd. Na het einde van de dictatuur in 1985 kon hij zich opnieuw vrij bewegen en verkreeg hij zelfs de Braziliaanse nationaliteit. In Serra Redonda richtte hij een Centro de Formação missionária op, een vormingscentrum waar arme leken werden opgeleid. In verschillende steden richtte hij tussen 1981 en 1997 lekenbewegingen (zogenaamde Missionárias) op. In 2009 verhuisde hij naar de deelstaat Bahia. Hij stierf op 88-jarige leeftijd in de stad Simões Filho.
Van 1971 tot aan zijn emeritaat in 1988 verbleef Comblin één maand per jaar in België en doceerde hij aan de Université catholique de Louvain. In 2001 verkreeg Comblin een eredoctoraat aan de Federale Universiteit van Paraíba.

## Publicaties (selectie)
- Théologie de la ville, 1968
- Théologie de la Révolution, 1970
- A Ideologia da Segurança Nacional, 1977
- Teologia da Libertação, Teologia Neoconservadora e Teologia Liberal, 1985
- Teologia da Reconciliação. Ideologia ou Reforço da Libertação, 1986
- A Força da Palavra, 1986
- Antropologia Cristã, 1990
- Viver na cidade - Pistas para a pastoral urbana, 1997
- Curso básico para animadores de comunidades de base, 1997
- Cristãos rumo ao século XXI - Nova caminhada de libertação, 1998
- A nuvem do não-saber, 1998
- Vocação para liberdade, 1998
- Desafios dos cristãos do século XXI, 2000
- Neoliberalismo (O) - Ideologia dominante na virada do século, 2001
- Os desafios da cidade no século XXI, 2002
- Pastoral Urbana - O dinamismo na evangelização, 2002
- O povo de Deus, 2002
- O Caminho - Ensaio sobre o seguimento de Jesus, 2004
- Quais os desafios dos temas teológicos atuais?, 2005
- O que é a verdade?, 2005
- A vida - Em busca da liberdade, 2007
- A profecia na Igreja, 2008
- O Espírito Santo e a Tradição de Jesus, postuum, 2012